# Saprosites schoutedeni
Saprosites schoutedeni är en skalbaggsart som beskrevs av Renaud Maurice Adrien Paulian 1939. Saprosites schoutedeni ingår i släktet Saprosites och familjen Aphodiidae. Inga underarter finns listade i Catalogue of Life.